# 芬尼亚突袭

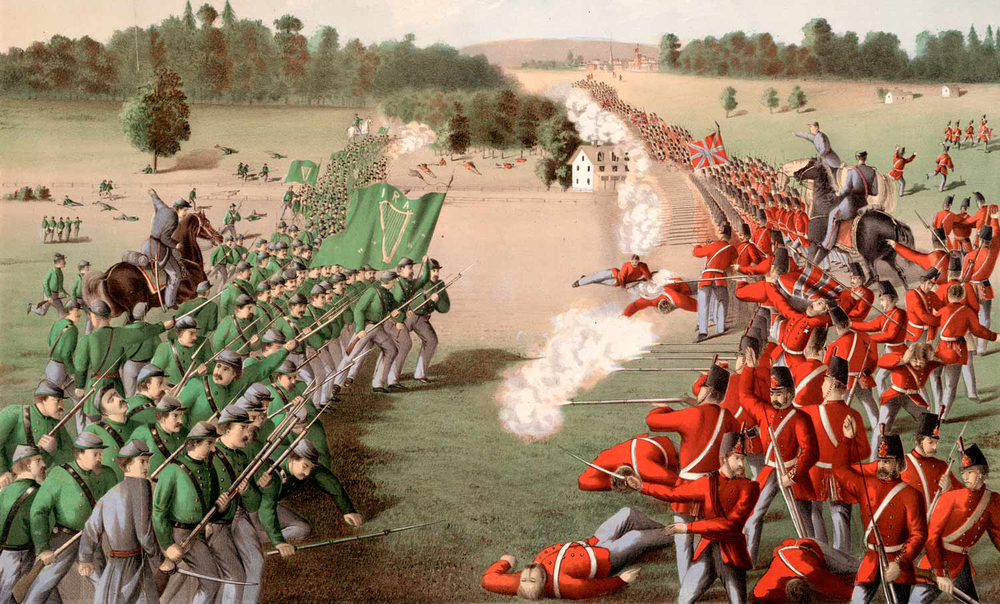
芬尼亚突袭

芬尼亚突袭（英語：Fenian raids）是以美国为根据地的爱尔兰共和组织芬尼亚兄弟会于1866年至1871年间针对位于加拿大的军事要塞、海关等设施发动的一系列袭击活动。这些袭击的目的是向英国政府施压以迫使其结束在爱尔兰的统治，不过这些目标并未实现。虽然美国政府逮捕了芬尼亚兄弟会的相关人员并没收了其武器，但是仍有人怀疑由于对南北战争期间英国政府资助南方，美国政府因对此不满而无视芬尼亚兄弟会的密谋活动。芬尼亚突袭也是推动加拿大联邦化的因素之一。